# Pagina tunica
Pagina tunica är en kräftdjursart som beskrevs av R. Cressey 1964. Pagina tunica ingår i släktet Pagina och familjen Pandaridae. Inga underarter finns listade i Catalogue of Life.